# マリオカートWii
『マリオカートWii』（マリオカートウィー、Mario Kart Wii）は、任天堂より2008年4月10日に発売されたWii専用ゲームソフト。家庭用ゲーム機用のマリオカートシリーズとしては6作目にあたる。2007年7月12日のE3に合わせたプレスカンファレンスで、本作の開発が正式に発表された。アメリカでは同年4月27日にヨーロッパでは同年4月11日に発売。

## ゲーム内容
パッケージにはWiiリモコンのステアリング型アタッチメント「Wiiハンドル」が1つ同梱されており、これにWiiリモコンを横持ちの状態で取り付け、ハンドルを切るように傾けて操作することができる。このアタッチメントを取り付けずに、Wiiリモコンのみでも操作が可能。また、「Wiiリモコン+ヌンチャク」「クラシックコントローラ」「ゲームキューブコントローラ」にも対応している。
従来の「カート」に加え、新たに「バイク」を操作できるようになった。バイクは走行中に一定時間前輪を上げる「ウィリー」ができ、通常より最高速度が上昇する。また、バイクには「ドリフトタイプ」と「ハングオンタイプ」があり、それぞれドリフトの挙動が異なる。他にも、ジャンプした瞬間に特定の操作を行うことで着地時に加速する「ジャンプアクション」や、カート限定で通常よりもミニターボが長く続く「スーパーミニターボ」が追加されている。
これまでの作品では、最大8台でレースやバトルを行っていたが、本作では12台に増加した。「バトル」はチーム戦のみで、従来と同様の「ふうせんバトル」と、ステージ上に散らばったコインを集める「あつめてコイン」の2種類が用意されており、どちらのルールも3分間で獲得したポイントを競う形式となっている。それに伴い「ふうせんバトル」における試合中の脱落は廃止され、風船をすべて失うと1点減点されたうえで復帰するようになった。
ニンテンドーWi-Fiコネクションによるオンライン対戦では、最大12人での対戦が可能になり、選ばれる対戦相手の範囲を「せかいのだれとでも」「こくないのだれかと」「フレンドと」のいずれかから選べるようになった。他にも「マリオカートチャンネル」と呼ばれるサービスを適用し、ネットワーク上での「ゴースト（プレイヤーの走りをトレースして走行するマシン）」のダウンロード、タイムアタックのランキングなどにも対応していた。

## 開発
プロデューサーの紺野秀樹は、従来のコントローラ操作を難しいと感じている人たちにも本作を遊んでほしいとの考えがあり、本作のために「Wiiハンドル」を開発することを決め、実作業はWiiハンドルのプロジェクトリーダーである芦田健一郎が担った。このハンドルを実際に試遊してもらったところ、「ペーパードライバーでも扱える」「過去に乗っていたバイクの当時の感覚を思い出した」と評価されたことで、紺野としては手ごたえと感じていた。一方で、従来型のコントローラに慣れた人にとっては、良いタイムを出すために、ゲームキューブのコントローラやクラシックコントローラなどで操作することが想定されたため、Wiiハンドルを使い続けることに意味を持たせるために、画面内にWiiハンドルのマークを表示させるようにした。
本作から登場する「バイク」に関しては、紺野はシリーズ4作目の『マリオカート ダブルダッシュ!!』でもBMXを登場させる企画を宮本茂に提案していたが、却下された経緯があり、本作で実現させるにあたり「マリオカートX」と仮称していた。ただ宮本としてはもともとマリオカートシリーズにエクストリームスポーツの要素を導入することには賛成の立場であり、本作ではWiiリモコンの加速度センサーによって、直感的なアクションを実現できることもあり、最終的には「バイク」が採用された。
マリオシリーズとしては、本作で初めてMiiと共演することになったが、最初からMiiを登場させると「Miiカート」になってしまうことから、あとから選べるようにした。
そのほかランキングに関しては単純に順位を示すのではなく、他者との相関の中で、自分の位置づけが分かり、共有できるように工夫された。
ネットワークでの対戦に関してはシリーズ5作目の『マリオカートDS』では、対戦相手に事前に連絡を取らなければいけなかったが、本作ではWiiを起動して「マリオカートチャンネル」をチェックするだけで、フレンド関係にある人がWi-Fi対戦をやっていることがわかるようにして、対戦に対する利便性を向上させた。

## 評価
日本ゲーム大賞2009年度大賞を受賞している。

### 売上
2008年に発売されたゲームソフトにおいて年間販売本数の世界一を記録したほか、当時としては世界一売れたレースゲームとなった。日本国内をみても、2008年に発売されたゲームソフトでありながら、2010年12月には累計300万本、2012年2月には累計350万本とWiiの定番ソフトとして長期間売れ続けている。